# Нижняя Куланга
Нижняя Куланга — деревня в Кайбицком районе Татарстана, в 17 км к востоку от Больших Кайбиц. Входит в состав Кулангинского сельского поселения.

## География
Располагается на реке Куланга, в 1,3 км южнее станции Куланга.

## История
Деревня известна с 1651-54 годов как Малая Куланга. В XVIII — 1-й половине XIX веков жители относились к категории помещичьих и государственных крестьян. Занимались земледелием, разведением скота. В начале XX века здесь функционировала ветряная мельница. В этот период земельный надел сельской общины составлял 296 десятин. До 1920 деревня входила в Кушманскую волость Свияжского уезда Казанской губернии. С 1920 в составе Свияжского кантона ТАССР. С 14 февраля 1927 в Ульянковском, с 1 августа 1927 в Кайбицком, с 1 февраля 1963 в Буинском, с 4 марта 1964 в Апастовском, с 19 апреля 1991 в Кайбицком районах.

## Демография
- 1782 год — 80 душ мужского пола;
- 1859 год — 104 человека
- 1897 год — 245
- 1908 год — 306
- 1920 год — 305
- 1926 год — 282
- 1938 год — 221
- 1949 год — 139
- 1958 год — 211
- 1970 год — 105
- 1979 год — 74
- 1989 год — 63
- 2002 год — 44
- 2010 год — 57

Национальный состав — в основном русские.